# Edward Holcroft
Edward Holcroft (Westminster, 23 giugno 1987) è un attore britannico attivo in campo televisivo, teatrale e cinematografico.
Figlio dell'attuale Lord luogotenente di Worcestershire, Edward Holcroft ha studiato recitazione al Central Saint Martins' Drama Centre.

## Filmografia

### Cinema
- Vampire Academy, regia di Mark Waters (2014)
- Kingsman - Secret Service (Kingsman: The Secret Service), regia di Matthew Vaughn (2014)
- L'altra metà della storia (The Sense of an Ending), regia di Ritesh Batra (2017)
- Kingsman - Il cerchio d'oro (Kingsman: The Golden Circle), regia di Matthew Vaughn (2017)
- Kindred, regia di Joe Marcantonio (2020)

### Televisione
- Wolf Hall – serie TV, 5 episodi (2015)
- London Spy, regia di Jakob Verbruggen – miniserie TV (2015)
- L'amante di Lady Chatterley (Lady Chatterley's Lover) – film TV, regia di Jed Mercurio (2015)
- L'altra Grace (Alias Grace), regia di Mary Harron – miniserie TV (2017)
- Gunpowder, regia di J Blakeson – miniserie TV (2017)
- The English Game, regia di Birgitte Stærmose e Tim Fywell - miniserie TV (2020)
- The Undeclared War, regia di Peter Kosminsky – miniserie TV (2022)
- The Agency – serie TV (2024)

## Teatro
- Les Liaisons Dangereuses, di Christopher Hampton, regia di Josie Rourke. Donmar Warehouse di Londra (2015)

## Doppiatori italiani
Nelle versioni in italiano delle opere in cui ha recitato, Edward Holcroft è stato doppiato da:
- Diego Baldoin ne L'altra Grace
- Davide Perino in Kingsman - Secret Service e Kingsman - Il cerchio d'oro
- Marco Vivio ne L'altra metà della storia
- Gianfranco Miranda in Hill of Vision - L'incredibile storia di Mario Capecchi
- Emanuele Ruzza in The Agency